# Неродія
Неродія (Nerodia) — рід неотруйних змій родини вужевих. Мають 10 видів. Інша назва «американський вуж».

## Опис
Загальна довжина представників цього роду досягає 1,2—1,5 м. Деякі особини сягають 1,8—1,9 м. Самиці зазвичай дещо більше за самців. Тулуб масивний, товстий. За зовнішнім виглядом дуже схожі на отруйних змій роду щитомордник. Відрізняються від них 2 рядками лусок на черевній стороні хвоста, круглою зіницею та відсутністю невеликої ямки під оком, яка характерна для щитомордників. Забарвлення неяскраве, переважно коричневе, темно-сіре або оливкове з темнішими плямами або поперечними смугами на тулубі. Луска на спині з чітко вираженими кілями.

## Спосіб життя
Полюбляють навколоводні біотопи, більшу частину життя проводять у воді. Майже всі схильні до прісних стоячих або повільних водойм, але зустрічається й у солонуватих водах естуаріїв та морських заток. Вдень дуже полюбляють грітися на сонечку на гілках дерев або кущів, що звисають над водою, звідки при найменшій небезпеці стрибають у воду. Харчуються рибою, амфібіями, при нагоді вони не гребують й гризунами.
Це яйцеживородні змії. Парування відбувається навесні. У серпні—вересні самка народжує до 90 дитинчат.

## Розповсюдження
Мешкають у Канаді, США, Мексиці та на Кубі.

## Види
- Nerodia clarkii
- Nerodia cyclopion
- Nerodia erythrogaster
- Nerodia fasciata
- Nerodia floridana
- Nerodia harteri
- Nerodia paucimaculata
- Nerodia rhombifer
- Nerodia sipedon
- Nerodia taxispilota